# کوروش بختیار
کوروش بختیار (زاده ۶ دی ۱۳۷۷) تکواندوکار پومسه اهل ایران است.
از افتخارات وی می‌توان به کسب مدال نقره پومسه انفرادی در بازی‌های آسیایی ۲۰۱۸ اشاره کرد.